# Viscount Rothermere
Lord Rothermere, Viscount Rothermere, av Hemsted i Kent, är en ärvd titel i Storbritannien som innehas av tidningsfamiljen Harmsworth. Titeln skapades 1919, då Harold Harmsworth tilldelades den. Varje innehavare av titeln har även varit styrelseordförande för Daily Mail.